# Coti-Chiavari
Coti-Chiavari là một xã của tỉnh Corse-du-Sud, thuộc vùng Corse, trên đảo Corse ở Pháp.